# Пискани (Долж)
Пискани (рум. Piscani) насеље је у Румунији у округу Долж у општини Брадешти. Oпштина се налази на надморској висини од 202 m.

## Становништво
Према подацима из 2002. године у насељу је живело 94 становника, од којих су сви румунске националности.